# 钱仁俊
钱仁俊，杭州錢塘（今浙江省杭州市）人，是五代十國的吳越國宗室，武肃王钱镠的孙子，钱元瞿的儿子。
钱仁俊警敏有智略，吴越文穆王錢元瓘继立，诸将恃强，到王府请诛刘仁杞等人。錢元瓘命钱仁俊宣教，声音洪亮意旨晓畅，诸将于是退去。錢元瓘开始看重他。钱元㺷、钱元珦获罪，錢元瓘想要株连和他们结交的人。钱仁俊以汉光武帝克王郎、曹操破袁绍，焚烧书信劝谏。吴越忠献王錢弘佐时，钱仁俊为内外马步都统军使。钱仁俊之母是杜昭达的姑姑。富人程昭悦，以私怨诬陷阚璠与杜昭达谋立钱仁俊作乱。錢弘佐于是杀阚璠、杜昭达，夺钱仁俊官，幽禁在东府。程昭悦拷问钱仁俊故吏慎温其，让他证明钱仁俊之罪。慎温其坚守不屈，錢弘佐嘉赏其节，擢为显职。不久，程昭昭悦被诛，于是释放钱仁俊。广顺元年（951年），忠懿王钱俶以钱仁俊无罪，复其官爵，历任威武军节度使、检校太保，去世后谥号安简。